# Теш (Брестовац)
Теш (рум. Teș) насеље је у Румунији у округу Тимиш у општини Брестовац. Oпштина се налази на надморској висини од 146 m.

## Прошлост
По "Румунској енциклопедији" место се први пут помиње 1247. године. Касније је било власништво породице Чанад. Средином 19. века колонизација Мађара и Словака је променила етнички карактер села.
Аустријски царски ревизор Ерлер је у свом извештају из 1774. године приметио да у месту "Теш", које припада Барачком округу, Липовског дистрикта живе измешано Срби и Власи. Када је 1797. године пописан православни клир ту је само један свештеник. Парох, поп Николаје Живковић (рукоп. 1789) зна само румунски језик.

## Становништво
Према подацима из 2021. године у насељу је живело 148 становника.

### Попис2002.
| Расподела становништва по националности 2002.‍ | Расподела становништва по националности 2002.‍ | Расподела становништва по националности 2002.‍ | Расподела становништва по националности 2002.‍ | Расподела становништва по националности 2002.‍ |
| --------------------------------------------- | --------------------------------------------- | --------------------------------------------- | --------------------------------------------- | --------------------------------------------- |
|                                               |                                               |                                               |                                               |                                               |
| Румуни                                        | Румуни                                        |                                               | 116                                           | 74,4%                                         |
| Словаци                                       | Словаци                                       |                                               | 40                                            | 25,6%                                         |